# Ewangelie synoptyczne

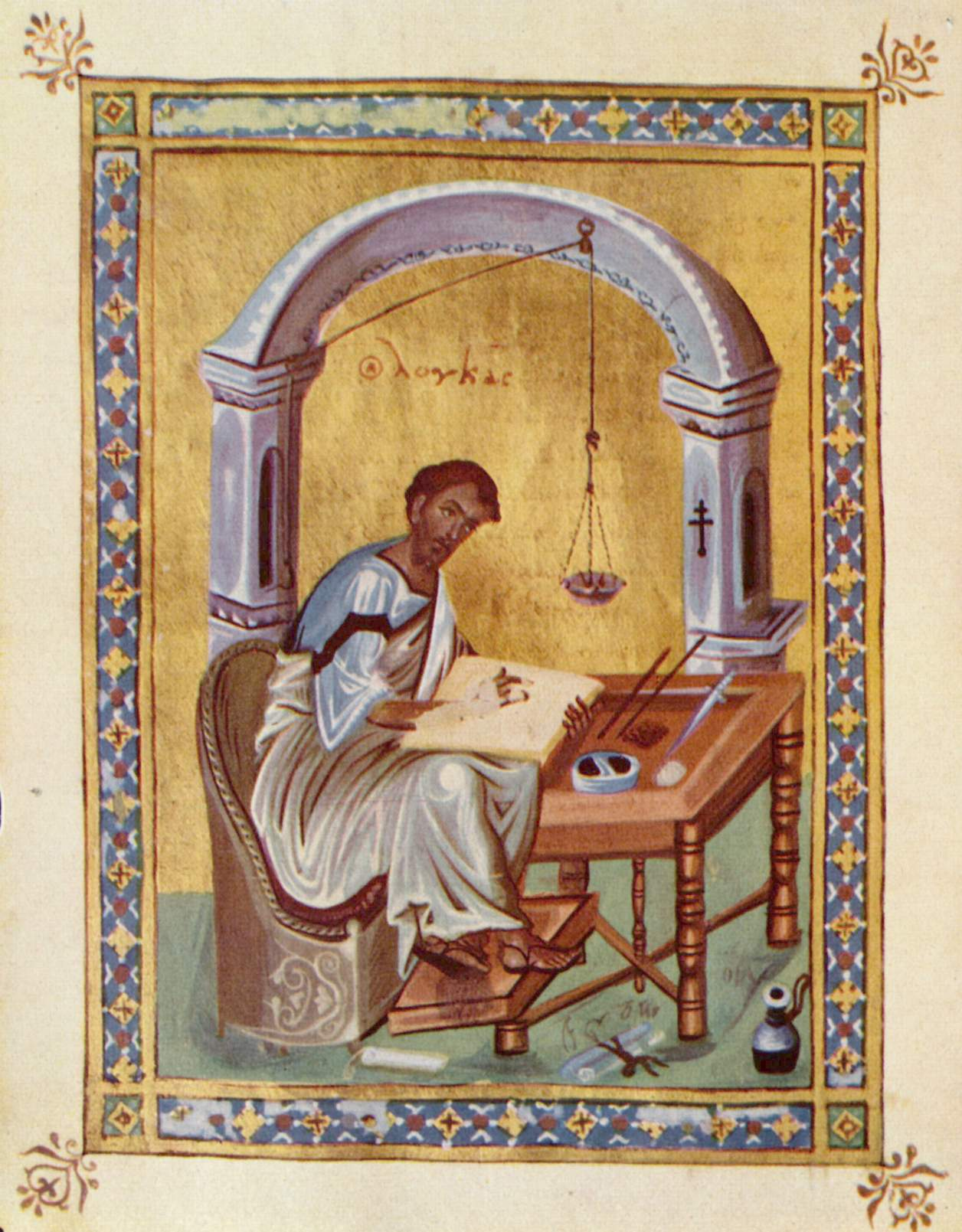
Św. Łukasz przy redagowaniu Ewangelii. Ikona bizantyjska z X w.

Ewangelie synoptyczne (z gr. εὐαγγέλιον, euangelion, dosł. dobra nowina; συνοψις, synopsis: zestawienie, patrzenie razem, wspólnie) – wspólna nazwa dla ewangelii według św. Mateusza, według św. Marka i według św. Łukasza. Jako pierwszy trzy pierwsze Ewangelie nazwał synoptycznymi J.J. Griesbach (zm. 24 marca 1812).

## Zbieżność Ewangelii
Ewangelie te łączone są razem ze względu na znaczne podobieństwo relacji w porównaniu z odmiennym sposobem ujęć Ewangelii według św. Jana. Wskazywane jest przede wszystkim podobieństwo treści, układ materiału, języka, słownictwa i stylu. Podobieństwo określane jest jako problem synoptyczny. Bibliści tłumaczą te zbieżności m.in. teorią dwóch źródeł. Jedno wspólne, z którego czerpali wszyscy autorzy Ewangelii synoptycznych, nazwane jest źródłem Q. Są to mowy Jezusa [(łac.) logion – 'powiedzenie'). Nie udaje się jednoznacznie określić tego źródła. Różni autorzy nurtu historii form [(niem.) Formgeschichte ], jak M. Dibelius, O.H. Steck, H.E. Tödt, P. Hoffmann, podają odmienne hipotezy. Praca redakcyjna Synoptyków dokonywała się później niż twórczość Pawła Apostoła. Byli oni znacznie bardziej nastawieni na opracowanie redakcyjne i kompozycyjne istniejących przekazów niż Paweł. Stąd jest znacznie trudniej dotrzeć do ich własnych koncepcji teologicznych. 

## Język oryginalny
Według hipotezy J. Carmignaca, zarówno Ewangelia Mateusza, jak i Marka zostały napisane po hebrajsku lub aramejsku, a następnie przetłumaczone na poprawną grekę, z zachowaniem stylu języka hebrajskiego. Ewangelia Łukasza została napisana po grecku, o czym świadczy piękny styl i sam prolog (Łk 1,1-4), niemniej nieoczekiwane semityzmy świadczą o tym, że Łukasz pracował z semickimi dokumentami, które tłumaczył niemal dosłownie. To zaś wskazywałoby, że Ewangelie synoptyczne powstały wcześniej, niż sądzono, ich związki ze świadkami życia i nauczania Jezusa stają się o wiele bliższe. Jest to też zgodne ze stwierdzeniami Łukasza, które zawarł w swoim prologu:

Wielu już starało się ułożyć opowiadanie o zdarzeniach, które się dokonały pośród nas,  tak jak nam je przekazali ci, którzy od początku byli naocznymi świadkami i sługami słowa. Postanowiłem więc i ja zbadać dokładnie wszystko od pierwszych chwil i opisać ci po kolei, dostojny Teofilu, abyś się mógł przekonać o całkowitej pewności nauk, których ci udzielono. (Łk 1,1-4)

Hipoteza ta jest określana jako budząca sensację wśród biblistów i oceniana jako nie do przyjęcia. Za argument podaje się liczne podobieństwa słowne między Ewangeliami, które mogły powstać tylko na poziomie języka greckiego. Ich redakcja musiała się zatem odbywać po grecku, co oczywiście nie sprzeciwia się temu, że materiał mógł być starszy – aramejski lub hebrajski.

## Powstanie Ewangelii synoptycznych
W rzeczywistości świadectwa życia i nauki Jezusa były przekazywane w popularnej na Bliskim Wschodzie formie ustnych przekazów, które układano w postaci łatwiejszej dla zapamiętania. Spotyka się budowę symetryczną. Metafory i aforyzmy są zbudowane paralelnie, na zasadzie analogii lub kontrastu. Po ponownym przełożeniu niektórych fragmentów tekstu greckiego Ewangelii na aramejski, poszczególne zdania zbudowane są zgodnie z regułami semickiej prozy rytmicznej. Niektóre słowa przekazano po aramejsku, jak np. (Talitha kum – mówię ci, wstań! Mk 5,41). Świadczy to o tym, że redaktorzy Ewangelii tłumaczyli starsze dokumenty nieraz bardzo dosłownie.
Można dostrzec materiał przejęty ze źródła Q znajdujący się u Mateusza i Łukasza, a niezachowany u Marka. Za najstarszą jest uważana Ewangelia Marka, zredagowaną przed zburzeniem Jerozolimy w r. 70 po Chr. Pozostałe dwie Ewangelie, zwłaszcza Ewangelia Łukasza, zawierają więcej szczegółów na temat zburzenia Jerozolimy (Mk 13; Mt 24,15-25; Łk 21, 20; Mt 22,7), co jest ważnym świadectwem przemawiającym za ukończeniem co najmniej końcowej redakcji po r. 70, ale przed rokiem 100, kiedy już wszystkie Ewangelie są znane i cytowane, m.in. przez Papiasza ok. 100-110 r.

## Polskie wydania synopsy Ewangelii
W Polsce ukazały się do tej pory następujące synopsy:
- Synopsa łacińsko-polska czterech Ewangelii. Eugeniusz Dąbrowski (oprac.). Poznań: Pallottinum, 1955. Brak numerów stron w książce
- Synopsa polska czterech Ewangelii. Kazimierz Romaniuk. Wrocław: Wydawnictwo Wrocławskiej Księgani Archidiecezjalnej, 1987. Brak numerów stron w książce
- Synopsa czterech Ewangelii w nowym przekładzie polskim. Michał Wojciechowski (przekład i oprac.). Wyd. 3 (poprawione). Warszawa: Vocatio, 1997. ISBN 83-7146-086-4. Brak numerów stron w książce